# Denis Eugene Hurley
Denis Eugene Hurley OMI (* 9. November 1915 in Kapstadt, Südafrika; † 13. Februar 2004 in Durban) war ein südafrikanischer Ordenspriester und Erzbischof von Durban.

## Leben
Denis Hurley wurde als Sohn irischer Eltern geboren. 1913 wanderten sie von Skibbereen nach Südafrika aus. Sein Vater war Leuchtturmwärter auf Robben Island. 1923 zog die Familie nach East London. Denis Hurley besuchte die Internate St. Elmo’s in Umzumbe und St. Thomas’s in Newcastle. 1932 trat er in Irland in das Noviziat der Oblaten der makellosen Jungfrau Maria in Cahermoyle, Grafschaft Limerick ein.  Nach dem Studium der Theologie in Rom wurde er am 9. Juli 1939 ebenfalls in Rom zum Priester geweiht.  Nach dem Erwerb eines Lizentiates in Theologie kehrte er 1940 nach Südafrika zurück und wirkte zunächst als Seelsorger an der Kathedrale in Durban. Im Jahr 1944 wurde er zum Leiter des Studienhauses der Oblaten in Pietermaritzburg ernannt. Bereits während seines Studiums beschäftigte er sich besonders mit der Soziallehre der katholischen Kirche und als Oberer des Studienhauses führte er einen eigenen Kurs über soziale Gerechtigkeit für die Priesteramtskandidaten ein.
Bereits im Alter von 31 Jahren wurde er am 12. Dezember 1946 zum Apostolischen Vikar von Natal und zum Titularbischof von Turuzi ernannt. Am 19. März 1947 empfing er von Erzbischof Martin Lucas SVD die Bischofsweihe. Bischof Michael Adalbero Fleischer MHM und Bischof David O’Leary OMI waren Mitkonsekratoren. Am 11. Januar 1951 wurde er mit der Errichtung des Erzbistums zum ersten Erzbischof von Durban ernannt, im Juni 1952 zum Vorsitzenden der südafrikanischen Bischofskonferenz, was er bis 1961 bleiben sollte. Unmittelbar nach seiner Ernennung überzeugte er die Bischöfe Südafrikas von der Notwendigkeit, sich öffentlich zu den Fragen der Menschenrechte und den Praktiken der Apartheid zu äußern.
Erzbischof Hurley wurde 1961 in die zentrale Vorbereitungskommission des II. Vatikanischen Konzils berufen, an dem er von 1962 bis 1965 als Konzilsvater teilnahm und zu dessen Erfolg er maßgeblich beitrug. Nach dem Ende des Konzils arbeitete er intensiv an der Umsetzung der Konzilsbeschlüsse nicht nur in seiner Diözese, sondern in ganz Südafrika. Zudem wirkte er an der Übersetzung des Missale Romanum ins Englische mit und war Vorsitzender der International Commission on English in the Liturgy (ICEL), einer von den Bischofskonferenzen aller englischsprachiger Länder eingerichteten Kommission, die die Übersetzung der liturgischen Bücher ins Englische koordinierte.
Auch den Kampf gegen die Politik der Apartheid setzte er fort und gründete zu diesem Zweck 1976 die Diakonia, eine ökumenische Einrichtung, die sich für Gerechtigkeit und Frieden im Umfeld von Durban einsetzte, und 1977 das Human Awareness Programme. Außerdem unterstützte er 1979 die Gründung der Pietermaritzburg Agency for Christian Social Awareness. Von 1981 bis 1987 war er ein zweites Mal Vorsitzender der südafrikanischen Bischofskonferenz.
1984 wurde er wegen Falschaussagen angeklagt, da er Aussagen über die Tätigkeiten der paramilitärischen Einheiten Südafrikas in Namibia gemacht hatte. Der Prozess wurde aber eingestellt, noch bevor er offiziell eröffnet wurde, da die südafrikanische Regierung wohl realisierte, dass sie in Hurley einen mächtigen Gegner hätte, der Unterstützung aus aller Welt bekommen würde. In den folgenden Jahren konzentrierte er sich vor allem darauf, die christlichen Initiativen im Kampf gegen die Apartheid zu vereinen, was ihm aber nur bedingt gelang. Mit großer Freude erlebte er die ersten freien Wahlen Südafrikas 1994 und die Übernahme des Präsidentenamtes durch Nelson Mandela.
Im Jahr 1992 trat er als Erzbischof von Durban zurück und wirkte in den folgenden Jahren als Seelsorger an der Kathedrale von Durban, wo er 1940 seinen Dienst als Seelsorger begonnen hatte. 2002 ging er, im Alter von 87 Jahren endgültig in den Ruhestand. Am 13. Februar 2004 starb er in Durban.

## Ehrungen
Erzbischof Hurley wurde zeit seines Lebens mit zahlreichen Orden und Auszeichnungen sowie von diversen Universitäten mit der Ehrendoktorwürde ausgezeichnet. So erhielt er 1999 den südafrikanischen Order for Meritorious Service in Gold.

## Schriften
- Facing the Crisis, Selected Texts of Archbishop D.E. Hurley. Herausgegeben von Philippe Denis O.P. Cluster Publications, Pietermaritzburg 1997, ISBN 1-875053-08-5.
- Memories. The memoirs of Archbishop Denis E. Hurley OMI. Herausgegeben von Paddy Kearney. Cluster Publications, Pietermaritzburg 2006, ISBN 1-875053-53-0.